# Compliance-Berater
Die Zeitschrift Compliance-Berater (CB) ist eine von der Dfv Mediengruppe publizierte juristische Fachzeitschrift. Sie erscheint monatlich und hat eine Auflage von 1800 Exemplaren. Die Zeitschrift richtet sich an Compliance-Verantwortliche wie z. B. Compliance Officer, Risikomanager und Geschäftsleitungen in Unternehmen, Institutionen und Verbänden. Der CB ist überwiegend auf die präventive Rechtsanwendung ausgerichtet.
Der Compliance-Berater bildet die vier Facetten von Compliance in jeder Ausgabe ab:
- Corporate Compliance
- Risikoanalyse und -Identifikation
- Compliance Management und
- Haftung und Aufsicht.